# 胡爱道
胡爱道（？—603年8月25日），安定郡临泾县（今宁夏回族自治区固原市彭阳县）人，齐武成帝高湛的皇后。

## 生平
胡爱道是胡延之第四女，她母亲怀孕的时候，有个胡僧到门口说：“此宅瓠芦中有月。”既而生胡皇后。高湛前妻为柔然公主，早逝。文宣帝天保初年，又选胡氏为长广王妃（长广王即高湛）。556年生下儿子高纬。高纬出生的那天，在产帐上有鸮鸟鸣叫。
561年，高湛即位，胡氏被立为皇后。565年，高湛禅位给太子高纬，自任太上皇，胡皇后为太上皇后。高湛驾崩，胡皇后被尊为皇太后。高纬的乳母陆令萱及和士开密谋杀害赵郡王高叡，贬出娄定远、元文遥为刺史。和士开、陆令萱两人谄媚胡太后，无所不至。在高湛当皇帝时，胡皇后就和那些阉人亵狎。高湛宠幸和士开，经常与胡皇后握槊（一种博戏），通过此事与胡皇后通姦。
自高湛驾崩后，胡太后多次出宫拜诣佛寺，又与沙门昙献通奸。在昙献席下铺上金钱，又在昙献屋里的墙壁挂上高湛生前所用的宝装胡床。在内殿置百僧，托以听讲佛法为借口，日夜与昙献在一起。僧徒暗自称呼昙献太上皇。高纬听闻胡太后不检点，没有相信。后来高纬朝见胡太后，看见两个年少的尼姑，高兴地召她们侍寝，发现他们竟然是男子。于是571年，昙献事发，高纬处死了昙献。
高纬从晋阳奉胡太后还鄴城，在紫陌遇大风。兼舍人魏僧伽奏言：“即时当有暴逆事。”帝假城鄴中有急，弯弓缠弰，驰入南城。令邓长颙将胡太后幽禁在北宫。有敕，内外诸亲都不得与胡太后相见。一年之後，高纬迎胡太后回宫。胡太后刚刚听说使者已至，大惊，害怕自己有不测。之后胡太后准备的饭食，高纬也不敢尝。
北周使者元伟来聘问，作《述行赋》，叙述春秋时郑庄公克共叔段而迁母亲姜氏，讥讽后主高纬。北齐亡，胡太后入周，出家为尼，法名爱道，仍然恣行奸秽。隋朝仁寿三年岁次癸亥七月辛丑朔十三日癸丑（603年8月25日），胡爱道在雍州大兴城去世，葬于新丰沃野乡招义里。

## 家庭

### 曾祖
- 胡国珍，北魏司空公、秦太上文宣公

### 祖父
- 胡子仙，北魏中书监公

### 父母
- 胡延之，北齐左丞相、司徒公、安定惠王
- 范阳卢氏，东魏卫大将军、兖州刺史卢道约之女

### 兄弟姐妹
- 胡长仁，北齐齐州刺史、陇东王
- 胡长雍
- 胡长怀
- 胡长穆
- 胡长洪
- 胡长咸
- 胡长兴
- 胡氏，嫁北齐侍中、吏部尚书、尚书右仆射、昌黎郡公冯子琮

## 延伸阅读
[在维基数据编辑]
 《北史·卷014》，出自李延壽《北史》